# Света Хелена (Светий Іван-Зелина)
Света Хелена (хорв. Sveta Helena) — населений пункт у Хорватії, в Загребській жупанії у складі міста Светий Іван-Зелина.

## Населення
Населення за даними перепису 2011 року становило 366 осіб.
Динаміка чисельності населення поселення:

## Клімат
Середня річна температура становить 10,58 °C, середня максимальна – 25,29 °C, а середня мінімальна – -6,40 °C. Середня річна кількість опадів – 845 мм.
| Клімат поселення                              | Клімат поселення | Клімат поселення | Клімат поселення | Клімат поселення | Клімат поселення | Клімат поселення | Клімат поселення | Клімат поселення | Клімат поселення | Клімат поселення | Клімат поселення | Клімат поселення | Клімат поселення |
| Показник                                      | Січ.             | Лют.             | Бер.             | Квіт.            | Трав.            | Черв.            | Лип.             | Серп.            | Вер.             | Жовт.            | Лист.            | Груд.            |                  |
| Середній максимум, °C                         | 6,08             | 8,22             | 12,75            | 16,94            | 21,96            | 25,29            | 24,58            | 23,91            | 19,83            | 14,55            | 8,91             | 4,92             |                  |
| Середня температура, °C                       | −0,17            | 1,98             | 6,52             | 10,70            | 15,72            | 19,04            | 20,64            | 19,98            | 15,88            | 10,62            | 4,99             | 0,98             |                  |
| Середній мінімум, °C                          | −6,4             | −4,26            | 0,26             | 4,46             | 9,47             | 12,81            | 16,70            | 16,07            | 11,97            | 6,70             | 1,05             | −2,93            |                  |
| Норма опадів, мм                              | 47               | 45               | 55               | 65               | 74               | 93               | 78               | 84               | 79               | 81               | 83               | 61               |                  |
| Середньомісячна швидкість вітру, м/с          | 1.90             | 2.10             | 2.50             | 2.40             | 2.20             | 2.00             | 1.99             | 1.80             | 1.80             | 1.81             | 1.90             | 1.90             |                  |
| Середньомісячна сонячна радіація, кДж/м²·день | 4071             | 6855             | 10543            | 14950            | 19146            | 21124            | 21766            | 19179            | 14170            | 8719             | 4516             | 3285             |                  |
| --------------------------------------------- | ---------------- | ---------------- | ---------------- | ---------------- | ---------------- | ---------------- | ---------------- | ---------------- | ---------------- | ---------------- | ---------------- | ---------------- | ---------------- |
| Джерело:                                      |                  |                  |                  |                  |                  |                  |                  |                  |                  |                  |                  |                  |                  |